# لاسم (بالا لاريجان)
لاسم (بالفارسية: لاسم) هي قرية تقع في إيران في قسم بالا لاریجان الريفي. يقدر عدد سكانها بـ 199 نسمة بحسب إحصاء 2016.